# Astrochlamys bruneus
Astrochlamys bruneus är en ormstjärneart som beskrevs av Jean Baptiste François René Koehler 1911. Astrochlamys bruneus ingår i släktet Astrochlamys och familjen medusahuvuden. Inga underarter finns listade i Catalogue of Life.